# Комниновское возрождение
Комниновское возрождение — термин, используемый историками для описания военного, финансового и территориального восстановления Византийской империи во время правления династии Комнинов, начиная с воцарения Алексея I Комнина в 1081 году, заканчивая смертью Мануила I Комнина в 1180 году. Комниновское возрождение также тесно связано с основанием Комниновской армии.

## Диррахий (1081)
Битва при Диррахии (около современного города Дуррес в Албании) произошла 18 октября 1081 года, между войсками Византийской империи, возглавляемыми императором Алексеем I Комнином и норманнами Южной Италии под руководством Роберта Гвискара, герцога Апулии и Калабрии. Битва разыгралась возле Диррахия, столицы византийской провинции Иллирия, и закончилась победой норманнов.
Вслед за норманнским завоеванием византийской Италии и сарацинской Сицилии, византийский император Михаил VII заключил помолвку своего сына с дочерью Роберта Гвискара. Когда Михаил был свергнут, Роберт использовал это как повод вторгнуться в Византийскую империю в 1081. Его армия осадила Диррахий, но его флот был разбит Венецией. 18 октября возле Диррахия норманны вступили в бой с византийской армией во главе с Алексеем I. Битва началась с наступления византийского правого крыла на левое крыло норманнов, которое пришло в беспорядок и начало отступать. Варяжские наемники начали преследовать отступающих норманнов, но были отделены от основных сил и перебиты. Норманнские рыцари в центре атаковали византийский центр, заставив византийцев отступить.
После победы норманны завладели Диррахием в феврале 1082 года и продвинулись вглубь страны, захватив большую часть Македонии и Фессалии. Роберт был вынужден покинуть Грецию, чтобы помочь своему союзнику, Папе Римскому, отбить атаки Священной римской империи во главе с Генрихом IV. Роберт оставил своего сына Боэмунда во главе армии в Греции. Боэмунд начал успешно, нанеся поражения противнику в нескольких сражениях, но был разбит Алексеем около Лариссы. Вынужденный покинуть Балканы и отступить в Италию, Боэмунд потерял все территории, завоеванные норманнами во время этой кампании. Византийское «выздоровление» послужило началом Комниновского возрождения.

## Лебунион (1091)
Битва у подножия горы Лебунион была первой решительной победой Византии времен Комниновского возрождения. 29 апреля 1091 года вторгшиеся силы печенегов были разбиты наголову соединёнными силами Византийской империи под предводительством Алексея Комнина и его куманскими (половецкими) союзниками.

## Бероя (1122)
Битва при Берое (современная Стара-Загора, Болгария) — сражение, произошедшее в 1122 году между печенегами и византийцами во главе с императором Иоанном II, закончившееся тем, что печенеги перестали быть независимой силой.

## Сирмий (1167)
Битва при Сирмии (или при Земуне) произошла 8 июля 1167 года между силами Византийской империи и силами Королевства Венгрия. Византийцы одержали решительную победу, заставив венгров принять мир на византийских условиях.

## Мириокефал (1176)
Битва при Мириокефале (также Мириокефалоне, греч. Μάχη του Μυριοκέφαλου) — сражение между Византийской империей и сельджуками, захватившими Малую Азию после поражения при Манцикерте. Битва состоялась 17 сентября 1176 года в области Фригия. В битве при Мириокефале тюрки-сельджуки организовали засаду в одном из горных ущелий близ крепости Мириокефалон под предводительством конийского (румского) султана Кылыч-Арслана II и наголову разбили армию византийского императора Мануила I Комнина. Данное поражение свело на нет приобретения Византии в удачном выпаде против турок, побеждённых в битве при Филомелионе (нынешний Акшехир) в 1117 году.

## Культурное возрождение
В XII веке в Византии вырабатывается собственная модель раннего гуманизма, проявившегося в возрождении интереса к классическим авторам. Своё наиболее характерное выражение это явление нашло в Евстафии Фессалоникийском. Новые тенденции проникли и в искусство. Комнины были большими покровителями искусств, и при их поддержке византийские художники стали двигаться в сторону гуманизма и большей эмоциональности. Во второй половине XI века в иконописи на смену аскетизму вновь приходит классическая форма и гармоничность образа. Появляется и новое течение, склонное к нарушению классической уравновешенности и гармонии в сторону большей спиритуализации образа — т. н. «комниновский маньеризм».

## Конец
Комниновское возрождение закончилось около 1185 года со смертью последнего императора этой династии — Андроника I Комнина. С его смертью возобновилось падение Византийской империи, и к 1204 году Византия перестала быть великой державой того времени, ослабленная силами крестоносцев, которые раскололи империю.